# Zamek w Byszowie
Zamek w Byszowie – zamek wybudowany w XVI w. przez Szczęsnego Adaukta Charlęskiego, podkomorzego kijowskiego.

## Historia
Córka kniazia Dymitra Lubeckiego - Fenna powtórnie wyszła za mąż za Szczęsnego Adaukta Charlęskiego herbu Bończa, który na fundamentach dawnego grodziska byszowskiego zbudował obronny zameczek, uzbroił go i usypał wał. Po jego śmierci w podeszłym wieku w 1607 roku zamek otrzymał Jerzy, jego syn z małżeństwa z księżną Zbarską, który ożenił się z Anną Mikulińską. Warownię w 1649 roku częściowo zniszczyli Kozacy pod dowództwem Hałuba a kilkunastu przedstawicieli szlachty zabili. Następnie zamek zagarnęła rodzina Tyszkiewiczów, korzystając z małoletności dziedzica Byszkowa. W 1689 roku Franciszek Jan Charlęski za pomocą Semena Paleja, pułkownika kozackiego zdołał wyzwolić swój Byszów z  posiadania Karola Tyszkiewicza. W 1711 roku warownię zdobyły wojska kozackie dowódzone przez Filipa Orlika, atherenta (stronnika) Iwana Mazepy. W budynku zamkowym od 1729 roku zamieszkali oo. dominikanie, sprowadzeni przez prowincjała Mariana Pruskiego. Kolejny pusty budynek zamkowy rozebrano a z materiału zbudowano niewielką kapliczkę na miejscu dawnego kościoła i sklepu grobowego Charlęskich z sążniową zakrystią.